# Fußball-Weltmeisterschaft 1978/Ungarn
Dieser Artikel behandelt die ungarische Fußballnationalmannschaft bei der Fußball-Weltmeisterschaft 1978.

## Qualifikation
| Griechenland | - | Ungarn       | 1:1 | Papaioannou 68' / Kereki 84'          |
| Ungarn       | - | Sowjetunion  | 2:1 | Nyilasi 44', Kereki 67' / Kipiani 88' |
| Sowjetunion  | - | Ungarn       | 2:0 | Burjak 3', Bálint (Eigentor) 14'      |
| Ungarn       | - | Griechenland | 3:0 | Pusztai 13', Nyilasi 15', Fazekas 88' |

Als Schlechtester der Gruppensieger musste Ungarn ins interkontinentale Play-off.

### Interkontinentales Play-off
| Ungarn   | - | Bolivien | 6:0 | Nyilasi 12', Törőcsik 19', Zombori 22', Várady 27', Pintér 39', Nagy 81' |
| Bolivien | - | Ungarn   | 2:3 | Aragonés 45' 90' / Törőcsik 37', Halász 43', del Llano (Eigentor) 84'    |

## Ungarisches Aufgebot
| Nummer / Name | Nummer / Name   | Damaliger Verein     | Geburtstag | Länderspiele |
| Torhüter      | Torhüter        | Torhüter             | Torhüter   | Torhüter     |
| ------------- | --------------- | -------------------- | ---------- | ------------ |
| 1             | Sándor Gujdár   | Honvéd Budapest      | 08.11.1951 |              |
| 21            | Ferenc Mészáros | Vasas Budapest       | 11.04.1950 |              |
| 22            | László Kovács   | Videoton Sport Club  | 24.04.1951 |              |
| Abwehr        |                 |                      |            |              |
| 2             | Péter Török     | Vasas Budapest       | 18.04.1951 |              |
| 3             | István Kocsis   | Honvéd Budapest      | 06.10.1941 |              |
| 4             | József Tóth     | Újpest Budapest      | 02.12.1951 |              |
| 6             | Zoltán Kereki   | Haladás Szombathely  | 13.07.1953 |              |
| 12            | Győző Martos    | Ferencváros Budapest | 15.12.1949 |              |
| 14            | László Bálint   | Ferencváros Budapest | 01.02.1948 |              |
| 15            | Tibor Rab       | Ferencváros Budapest | 02.10.1955 |              |
| Mittelfeld    |                 |                      |            |              |
| 5             | Sándor Zombori  | Vasas Budapest       | 31.10.1951 |              |
| 8             | Tibor Nyilasi   | Ferencváros Budapest | 18.01.1955 |              |
| 10            | Sándor Pintér   | Honvéd Budapest      | 18.07.1950 |              |
| 13            | Károly Csapó    | Tatabányai BSC       | 23.02.1952 |              |
| 16            | István Halász   | Tatabányai BSC       | 12.10.1951 |              |
| 18            | László Nagy     | Újpest Budapest      | 21.10.1949 |              |
| 20            | Ferenc Fülöp    | MTK Budapest         | 22.02.1955 |              |
| Angriff       |                 |                      |            |              |
| 7             | László Fazekas  | Újpest Budapest      | 15.10.1947 |              |
| 9             | András Törőcsik | Újpest Budapest      | 01.05.1955 |              |
| 11            | Béla Várady     | Vasas Budapest       | 12.04.1953 |              |
| 17            | László Pusztai  | Ferencváros Budapest | 01.03.1946 |              |
| 19            | András Tóth     | Újpest Budapest      | 05.09.1949 |              |
| Trainer       |                 |                      |            |              |
|               | Lajos Baróti    |                      | 19.08.1914 |              |

## Spiele der ungarischen Mannschaft

### Erste Runde
- Argentinien –  Ungarn 2:1 (1:1)

Stadion: Estadio Monumental Antonio Vespucio Liberti (Buenos Aires)
Zuschauer: 71.615
Schiedsrichter: Garrido (Portugal)
Tore: 0:1 Csapó (10.), 1:1 Luque (15.), 2:1 Bertoni (83.)
- Italien –  Ungarn 3:1 (2:0)

Stadion: Estadio José María Minella (Mar del Plata)
Zuschauer: 26.533
Schiedsrichter: Barreto (Uruguay)
Tore: 1:0 Rossi (34.), 2:0 Bettega (36.), 3:0 Benetti (60.), 3:1 Tóth (81.) 11m
- Frankreich –  Ungarn 3:1 (3:1)

Stadion: Estadio José María Minella (Mar del Plata)
Zuschauer: 23.127
Schiedsrichter: Coelho (Brasilien)
Tore: 1:0 Lopez (22.), 2:0 Berdoll (37.), 2:1 Zombori (41.), 3:1 Rocheteau (42.)
Schachereien im Vorfeld der Endrunden-Gruppenauslosung sorgten dafür, dass die Gruppe 1 zu einer regelrechten ‚Todesgruppe’ mit vier starken Teams avancierte, da die Franzosen mit Tunesien, dem Iran und Österreich ‚in einen Pott’ geworfen wurden. Die Italiener (herausragend: das Mittelfeld mit Benetti, Causio, Tardelli und Antognoni) erwiesen sich dank überraschend offensiver Qualitäten als stärkstes Team. Drei Siege hätten ihnen vorab wohl nur die ganz optimistischen Tifosi zugetraut. Zwei knappe Niederlagen sorgten für das Ausscheiden der starken Franzosen (mit Platini, Tresor, Six u. a.). Argentinien schaffte das Weiterkommen vor allem dank Luques 2:1-Treffer gegen die Franzosen, während die Ungarn zwar nicht enttäuschten, doch in dieser Gruppe nichts zu bestellen hatten.